# Toxicity (песня)
«Toxicity» (в переводе с англ. — «Токсичность») — второй сингл американской рок-группы System of a Down, вышедший в 2001 году, с альбома с одноимённым названием. Слова написаны Сержом Танкяном, Дароном Малакяном и Шаво Одаджяном.
«Toxicity» никогда не добивалась таких же успехов, как «Chop Suey!» или «B.Y.O.B.», но всё же остаётся одной из самых популярных песен System of a Down среди её фанатов. Она известна своим динамичным припевом, агрессивным вокалом и знаменитым барабанным битом. Песня заняла 14 место в VH1's 40 Greatest Metal Songs.

## Съемки видео
Клип был снят Маркусом Сиегой и Шаво Одаджяном. Начало видео показывает улицы Лос-Анджелеса (Калифорния), далее показывается группа. Дарон Малакян одет в куртку Los Angeles Kings со своей фамилией на спине на протяжении почти всего клипа. Во время припева прожектор показывает бездомных людей на улицах города. Также интересно, что фон меняется в зависимости от музыки. В более энергичной игре фон белый, но в спокойных моментах (куплетах, например) фон в основном имеет тёмные цвета.

## Список композиций

### Toxicity (Макси-сингл)
Все тексты написаны Сержом Танкяном.
| №  | Название                          | Музыка                      | Длительность |
| -- | --------------------------------- | --------------------------- | ------------ |
| 1. | «Toxicity»                        | Шаво Одаджян, Дарон Малакян | 3:39         |
| 2. | «X» (Концертная запись)           | Дарон Малакян               | 3:02         |
| 3. | «Suggestions» (Концертная запись) | Дарон Малакян               | 2:44         |
| 4. | «Marmalade»                       | Дарон Малакян               | 2:59         |
| 5. | «Toxicity» (Видео)                | Шаво Одаджян, Дарон Малакян | 3:43         |

### Toxicity (Австралийский тур)
Все тексты написаны Сержом Танкяном.
| №  | Название                          | Музыка                      | Длительность |
| -- | --------------------------------- | --------------------------- | ------------ |
| 1. | «Toxicity»                        | Шаво Одаджян, Дарон Малакян | 3:39         |
| 2. | «X» (Концертная запись)           | Дарон Малакян               | 3:05         |
| 3. | «Suggestions» (Концертная запись) | Дарон Малакян               | 2:44         |
| 4. | «Sugar» (Видео)                   | Шаво Одаджян, Дарон Малакян | 3:28         |

### Toxicity (UK релиз)

#### CD1
Все тексты написаны Сержом Танкяном.
| №  | Название                          | Музыка                      | Длительность |
| -- | --------------------------------- | --------------------------- | ------------ |
| 1. | «Toxicity»                        | Шаво Одаджян, Дарон Малакян | 3:42         |
| 2. | «X» (Концертная запись)           | Дарон Малакян               | 3:05         |
| 3. | «Suggestions» (Концертная запись) | Дарон Малакян               | 2:44         |

#### CD2
| №  | Название    | Текст песни   | Музыка                      | Длительность |
| -- | ----------- | ------------- | --------------------------- | ------------ |
| 1. | «Toxicity»  | Серж Танкян   | Шаво Одаджян, Дарон Малакян | 3:41         |
| 2. | «Marmalade» | Серж Танкян   | Дарон Малакян               | 3:02         |
| 3. | «Metro»     | John Crawford | Crawford                    | 3:00         |

### Toxicity (7" сингл ограниченного издания)
Все тексты написаны Сержом Танкяном.
| №  | Название   | Музыка                      | Длительность |
| -- | ---------- | --------------------------- | ------------ |
| 1. | «Toxicity» | Шаво Одаджян, Дарон Малакян | 3:39         |
| 2. | «Störagéd» | Дарон Малакян               | 1:19         |

### Toxicity (Промосингл)
| №  | Название      | Текст песни                | Музыка                      | Длительность |
| -- | ------------- | -------------------------- | --------------------------- | ------------ |
| 1. | «Toxicity»    | Серж Танкян                | Шаво Одаджян, Дарон Малакян | 3:39         |
| 2. | «Prison Song» | Серж Танкян, Дарон Малакян | Дарон Малакян               | 3:21         |
| 3. | «X»           | Серж Танкян                | Дарон Малакян               | 1:58         |

## Награды
- Песня заняла второе место в Y2KROQ Top 200 песен века.